# Benno von Arent (Architekt)

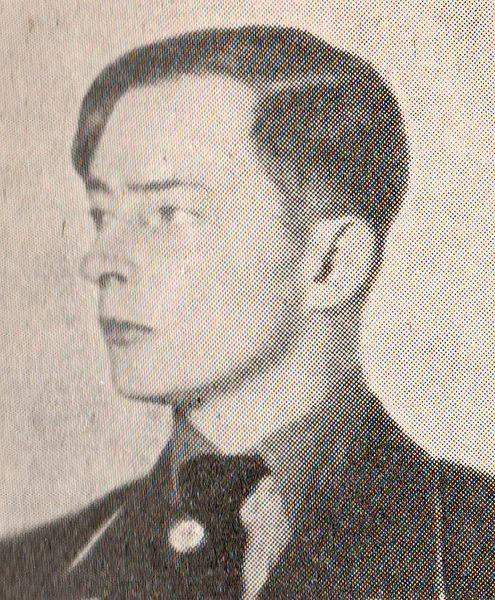
Benno von Arent

Benno von Arent (* 19. Juni 1898 in Görlitz; † 14. Oktober 1956 in Bonn; vollständiger Name: Benno Georg Eduard Wilhelm Joachim von Arent) war ein deutscher Architekt und in der Zeit des Nationalsozialismus Reichsbühnenbildner.

## Leben
Arent war der Sohn des preußischen Oberstleutnants Benno von Arent (1868–1904) und Enkel des preußischen Generalleutnants Benno von Arent. Nach dem Abitur war Arent Teilnehmer am Ersten Weltkrieg und danach in Freikorps-Verbänden und der Reichswehr tätig. Nach dem Ersten Weltkrieg wurde Arent Lehrling in einer Gasmesser- und Armaturenfabrik und dann Kostümzeichner bei einer Ausstattungsfirma. In der Zeit hoher Arbeitslosigkeit arbeitete er unter anderem als Autovertreter und erlernte nebenher als Autodidakt den Beruf eines Architekten.
Ab 1923 war er Operetten Ausstatter an verschiedenen Berliner Bühnen, anfangs noch ohne Erfolg. Politisch war er Mitglied im völkisch gesinnten, antisemitischen Kampfbund für deutsche Kultur, 1931 trat er in die SS (Mitgliedsnummer 36.320) und zum 1. Mai 1932 in die NSDAP ein (Mitgliedsnummer 1.105.236). 1932 war von Arent Gründer des „Bundes nationalsozialistischer Bühnen- und Filmkünstler“, der 1933 in „Kameradschaft der Deutschen Künstler“ umbenannt wurde. Nach der Machtübernahme der NSDAP gehörte Arent dem Vorstand der Reichstheaterkammer und ab 1935 dem Reichskultursenat an. Neben seiner Tätigkeit als Bühnenbildner, vor allem für das Goebbels unterstehende Deutsche Opernhaus (die vorherige Städtische Oper Berlin), entwarf er auch Orden und Uniformen und er stattete politische Veranstaltungen aus. So stammte etwa der Entwurf des Ordenszeichens für den Deutschen Orden der NSDAP von Arent.
Nach persönlichen Aufträgen für Adolf Hitler wurde Arent 1936 zum Reichsbühnenbildner (im Volksmund: „Reibübi“) ernannt, ein Titel, der vor allem dazu dienen sollte, Arents vorbildhafte Stellung als Bühnenbildner und Ausstatter NS-gemäßer Theateraufführungen zu unterstreichen, zu dem Arent das Einspruchsrecht im gesamten deutschen Ausstattungswesen verliehen wurde. Hitler drängte ihm dabei gelegentlich in einer Art Lehrer-Schüler-Verhältnis eigene Bühnenentwürfe auf,  ein Verhältnis, das die Karriere des Reichsbühnenbildners mitbegründete. Hitler bezeichnete ihn noch 1942 in einem Tischgespräch als einen der drei wichtigsten Bühnenbildner, aber obwohl er Arent an verschiedenen Bühnen lancieren konnte, gelang es ihm nicht, ihn bei den Bayreuther Festspielen unterzubringen.  Arent, dessen künstlerische Ansichten von Hitler geteilt und wohl auch beeinflusst wurden, bevorzugte bei seinen eigenen Bühnenbildern und -kostümen einen realistischen, oft monumentalen Stil, dem er durch Volkstümlichkeit und Verständlichkeit Massenwirkung zu geben versuchte. Einen eigenen Stil konnte er aber bei Kriegsausbruch angesichts künstlerisch bedeutenderer Konkurrenz nicht entwickeln oder gar durchsetzen.
Seine Aufgabe als Gestalter der Feststraßen bei bedeutenden Aufmärschen wirkte sich auch auf seinen Bühnenstil aus, unter anderem bei der Parteitagsinszenierung der Meistersinger. Arent organisierte 1936 eine umfangreiche nazistisch orientierte Bühnenbild-Ausstellung in Berlin (Katalog Berlin 1938) und beabsichtigte, eine deutsche Bühnenbild-Akademie einzurichten. 1936 wurde Arent Beauftragter für die Überwachung der Bühnenbildner und Präsidialrat der Reichstheaterkammer. Am 20. April 1937 erhielt er wie viele führende NS-Kulturfunktionäre den Titel Professor. Parallel zu seinen parteibezogenen Pflichten arbeitete von Arent weiterhin als Architekt. Sein bekanntestes Werk war die Gestaltung des „Berliner Hauses der Deutschen Arbeitsfront (DAF)“. Im Frühjahr 1939 wurde von Arent zum „Reichsbeauftragten für die Mode“ ernannt, ein Amt, das wegen des Krieges aber bereits nach kurzer Zeit wieder aufgelöst wurde.
Während des Krieges gegen die Sowjetunion im Zweiten Weltkrieg gehörte Arent zum Stab Heinrich Himmlers. Am 15. August 1941 war er nach dessen Aufzeichnungen Augenzeuge eines Kriegsverbrechens bei Minsk, bei dem Partisanen und Juden ermordet wurden. Arent wurde 1944 zusätzlich Mitglied der Waffen-SS und zum SS-Oberführer ernannt. Bei Kriegsende geriet er in sowjetische Kriegsgefangenschaft, aus der er 1953 freigelassen wurde. Zwischenzeitlich wurde seine Schrift Ein sudetendeutsches Tagebuch (1939) in der Sowjetischen Besatzungszone auf die Liste der auszusondernden Literatur gesetzt. 1956 wurde in Berlin ein Entnazifizierungsverfahren angestrengt, kurz nach dessen Urteilsverkündung starb Arent.

## Filmografie (Auswahl)
- 1924: Die schönste Frau der Welt
- 1927: Die Vorbestraften (Filmrolle)
- 1931: Ronny
- 1932: Zwei Herzen und ein Schlag
- 1933: Lachende Erben
- 1933: Hitlerjunge Quex: Ein Film vom Opfergeist der deutschen Jugend
- 1933: Liebe muß verstanden sein
- 1934: Die Insel
- 1935: Ein idealer Gatte
- 1938: Es leuchten die Sterne